# Vụ giết cả gia đình Watts
Vụ giết người trong gia đình Watts xảy ra ở Frederick, Colorado, Hoa Kỳ, vào rạng sáng ngày 13 tháng 8 năm 2018. Christopher Lee Watts (sinh ngày 16 tháng 5 năm 1985) đã sát hại người vợ đang mang thai của mình là Shanann Cathryn Watts (nhũ danh Rzucek; sinh ngày 10 tháng 1 năm 1984) bằng cách siết cổ. Sau đó, anh ta thừa nhận đã giết con gái Bella bốn tuổi và Celeste ba tuổi, bằng cách trùm chăn kín đầu. Vào ngày 6 tháng 11 năm 2018, Watts đã nhận tội với tội danh giết người cấp độ một như một phần của thỏa thuận nhận tội khi án tử hình (sau đó đã được bãi bỏ ở Colorado vào năm 2020) được xóa khỏi bản án. Watts bị kết 5 bản án chung thân mà không có khả năng được ân xá, 3 bản án liên tiếp được tống đạt.

## Tiểu sử
Christopher Watts và Shanann Rzucek đến từ North Carolina: Christopher từ Spring Lake và Shanann từ Aberdeen. Họ gặp nhau vào năm 2010 và kết hôn tại Quận Mecklenburg vào ngày 3 tháng 11 năm 2012, theo hồ sơ trực tuyến. Cả hai đã có với nhau hai cô con gái: Bella Marie Watts (sinh ngày 17 tháng 12 năm 2013) và Celeste Cathryn "CeCe" Watts (sinh ngày 17 tháng 7 năm 2015). Vào thời điểm cô qua đời, Shanann đang mang thai 15 tuần một cậu con trai tên là Nico.
Gia đình Watts sống trong một ngôi nhà năm phòng ngủ ở Frederick, Colorado, họ đã mua vào năm 2013, và tuyên bố phá sản vào năm 2015. Christopher làm việc cho Anadarko Petroleum, trong khi Shanann làm việc tại nhà với công việc bán sản phẩm tên là Thrive cho công ty tiếp thị đa cấp Le-Vel.

## Mất tích
Vào khoảng 1 giờ 48 phút sáng ngày 13 tháng 8 năm 2018, Shanann được người bạn và đồng nghiệp Nickole Utoft Atkinson chở về nhà sau một chuyến công tác đến Arizona. Christopher đang ở nhà với các con gái của họ tại thời điểm ấy. Cuối ngày hôm đó Nickole Atkinson đã trở nên lo lắng khi Shanann bỏ lỡ một cuộc hẹn khám sản phụ khoa đã lên lịch và không gửi tin nhắn phản hồi, đã thông báo với cảnh sát về vụ mất tích của Shanann và hai cô con gái. Sau khi Shanann bỏ lỡ một cuộc họp kinh doanh, Atkinson đến tư dinh của Watts vào khoảng 12 giờ 10 phút chiều. Khi chuông cửa và tiếng gõ không có tiếng trả lời, Atkinson thông báo cho Christopher, người đang làm việc, và gọi cho Sở cảnh sát Frederick.
Một sĩ quan cảnh sát Frederick đến để tiến hành kiểm tra vào khoảng 1 giờ 40 chiều. Trong quá trình kiểm tra, Christopher đã cho phép cảnh sát khám xét ngôi nhà, nơi con chó của gia đình được phát hiện không biểu hiện gì, nhưng không có dấu hiệu của Shanann hoặc các con gái. Những người tìm kiếm đã phát hiện ra ví của Shanann chứa điện thoại và chìa khóa của cô. Chiếc xe của cô vẫn còn đang ở trong ga ra. Chiếc nhẫn cưới của Shanann được tìm thấy trên bàn cạnh giường ngủ.
FBI và Cục Điều tra Colorado (CBI) đã tham gia cuộc điều tra vào ngày hôm sau. Ban đầu Christopher nói với cảnh sát rằng anh ta không biết gia đình mình ở đâu và đã không gặp vợ mình kể từ 5:15 sáng ngày hôm trước, khi anh ta đi làm. Ông đã phỏng vấn các đài KMGH-TV và KUSA-TV của Denver bên ngoài nhà, cầu xin sự trở lại của vợ và các con gái. Điều tra viên có chó lục soát có thể được nghe thấy tại khu nhà trong cuộc phỏng vấn.

## Pháp lý

### Bắt giữ và buộc tội
Christopher Watt bị bắt vào ngày 15 tháng 8 năm 2018. Theo như lời khai và cảnh quay từ camera an ninh trong phòng phỏng vấn, anh ta đã thất bại trong bài kiểm tra tâm lý học polygraph và thú nhận đã giết Shanann. Christopher đã yêu cầu được nói chuyện với cha mình trước khi thú tội. Theo lời khai của nghi phạm, anh ta đã ngoại tình và yêu cầu ly thân với Shanann. Trong quá trình điều tra, anh khai rằng vợ mình đã bóp cổ các con gái để đáp lại yêu cầu ly thân và sau đó Christopher Watt bóp cổ vợ và giết con mình trong cơn nóng giận rồi vận chuyển các thi thể đến một địa điểm lưu trữ dầu mỏ do chủ của anh ta, Anadarko Petroleum cho thuê.
Christopher bị công ty sa thải vào ngày 15 tháng 8, ngày bị bắt. Các nhà chức trách đã tìm thấy thi thể của gia đình Watts trên địa điểm Dầu khí Anadarko vào ngày 16 tháng 8. Thi thể của các người con được tìm thấy trong các thùng chứa dầu thô, trong khi Shanann được chôn trong một ngôi mộ gần đó.
Vào ngày 21 tháng 8, Christopher bị cáo buộc với bốn tội danh giết người cấp độ một, bao gồm một tội danh bổ sung cho mỗi trẻ em được trích dẫn là "cái chết của một đứa trẻ chưa đủ 12 tuổi và bị cáo đang ở trong một vị trí đáng tin cậy", đình chỉ thai nghén trái pháp luật và ba tội danh can thiệp vào cơ thể người đã qua đời. Christopher đã bị từ chối bảo lãnh trong lần hầu tòa đầu tiên. Tại phiên điều trần sau đó, tiền bảo lãnh được đặt ở mức 5 triệu USD, và được yêu cầu giảm 15% để được tại ngoại.
Vụ án đã được các phương tiện truyền thông kết nối với tội hủy diệt gia đình (giết gia đình). Nhiều tội phạm trong số này xảy ra vào tháng 8, trước khi khai giảng, điều này có thể làm trì hoãn việc phát hiện và điều tra. Theo cựu hồ sơ FBI Candice DeLong, những trường hợp như vụ Watts là rất hiếm vì "những kẻ tiêu diệt gia đình thường tự sát sau các vụ giết người", một hành động mà Christopher tuyên bố đã suy tính ra vì tội lỗi cho hành động của mình.
Trong một cuộc phỏng vấn về Dr.Phil, luật sư của Christopher khai rằng anh ta thú nhận đã giết Shanann sau một cuộc tranh cãi liên quan đến việc ly hôn. Khi vụ án mạng đang diễn ra, Bella đã bước vào phòng của hai vợ chồng. Christopher sau đó nói với cô rằng Shanann bị ốm. Anh ta khuân xác của Shanann lên sàn xe phía sau và đưa các con vào ghế sau của xe tải. Sau đó, hắn lần lượt siết cổ từng đứa con gái của mình.

### Nhận tội và tuyên án
Christopher đã nhận tội về các vụ giết người vào ngày 6 tháng 11. Án tử hình không được đưa ra bởi luật sư quận theo yêu cầu của gia đình Shanann, những người không mong muốn có thêm bất kỳ cái chết nào. Vào ngày 19 tháng 11, anh ta bị kết án 5 bản án chung thân — 3 bản án liên tiếp và 2 bản án đồng thời — không có khả năng được ân xá. Christopher nhận thêm 48 năm tù vì chấm dứt hợp pháp việc mang thai của Shanann và 36 năm cho ba tội danh giả mạo thi thể người quá cố. Bản án bắt đầu ngay lập tức.
Vào ngày 3 tháng 12 năm 2018, Christopher đã được chuyển đến một địa điểm ngoài tiểu bang do "lo ngại về an ninh". Vào ngày 5 tháng 12, Christopgee đến Viện cải huấn Dodge, một nhà tù an ninh tối đa ở Waupun, Wisconsin, để tiếp tục thụ án chung thân.

## Truyền thông
Vào một tập tháng 12 năm 2018 của loạt phim ABC News 20/20, cha mẹ của Shanann đã được phỏng vấn lần đầu tiên kể từ sau vụ giết người.  HLN đã phát sóng một báo cáo đặc biệt cùng tháng với tựa đề Vụ thảm sát gia đình: Chris Watts Exposed, trong đó cảnh quay của Christopher từ camera của cảnh sát và camera an ninh trong phòng phỏng vấn của đồn cảnh sát đã được tiết lộ. Trong một cuộc phỏng vấn ghi âm do CBI công bố với tình nhân của Christopher, Nichol Kessinger, cô đã tiết lộ những thay đổi về hành vi của Christopher trong những ngày trước khi xảy ra vụ giết người.
Trong một tập tháng 12 năm 2018 của chương trình trò chuyện Dr.Phil của Mỹ, Phil McGraw đã tham khảo ý kiến của bốn chuyên gia tội phạm: cựu công tố viên kiêm nhà báo truyền hình Nancy Grace, cựu hồ sơ FBI Candice DeLong, cố vấn thực thi pháp luật Steve Kardian và chuyên gia ngôn ngữ cơ thể Susan Constantine. Các chuyên gia đã phân tích động cơ, cuộc sống bí mật và hồ sơ của Christopher. Vào một tập tháng 1 năm 2019 của chương trình trò chuyện The Dr. Oz Show, người hàng xóm đã đưa ra bình luận về trường hợp, người đã giúp xây dựng vụ án và được phỏng vấn tại phòng thu.
Vào tháng 6 năm 2021, Inside Edition đã báo cáo những lời thú nhận khác của Chris Watts với một người viết. Trong nhiều lá thư, Watts giải thích rằng anh ta đã lên kế hoạch cho vụ giết người trong vài tuần và oxycontin được tìm thấy trong cơ thể của Shanann là do anh ta đưa cho cô với hy vọng kết thúc thai kỳ. Christopher "nghĩ rằng sẽ dễ dàng ở bên Nichol hơn nếu Shanann không mang thai." Anh ta cũng đưa ra những chi tiết mới về vụ sát hại các con gái của mình: cố gắng giết chúng trên giường tại nhà, nhưng không thành công.

## Văn hóa
Vào ngày 7 tháng 12 năm 2019 Oxygen (mạng truyền hình) đã phát hành bộ phim tài liệu dài một giờ về vụ án, là tập đầu tiên của loạt ba trong chương trình truyền hình Criminal Confessions. 
Vào ngày 26 tháng 1 năm 2020, Lifetime đã phát hành một bộ phim có tên Chris Watts: Confessions of a Killer như một phần của loạt phim truyện "Ripped from the Headlines". Phim có sự tham gia của Sean Kleier trong vai Christopher và Ashley Williams trong vai Shanann. Gia đình của Shanann đã lên tiếng phản đối bộ phim, nói rằng họ đã không được hỏi ý kiến về bộ phim và không biết về quá trình thực hiện bộ phim cho đến khi nó được sản xuất. Họ cũng cho biết họ không kiếm được tiền từ nó và sợ rằng nó sẽ chỉ làm gia tăng tình trạng quấy rối trực tuyến mà họ đã nhận được.
Vào ngày 30 tháng 9 năm 2020, Netflix phát hành American Murder: The Family Next Door, một bộ phim tài liệu về các vụ giết người. Phim tài liệu có các cảnh quay lưu trữ bao gồm video gia đình, các bài đăng trên mạng xã hội, tin nhắn văn bản và các đoạn ghi âm thực thi pháp luật.